# 胍基乙酸
胍基乙酸 (英語：Glycocyamine)是一种甘氨酸的代谢中间产物，其氨基被胍基取代。
胍基乙酸是肌酸生物合成的直接前体（如下图）。 但这一反应会造成高半胱氨酸水平的升高，导致一些心血管问题。

肌酸生物合成